# WIMP
WIMPs (englisch weakly interacting massive particles ‚schwach wechselwirkende massereiche Teilchen‘) sind hypothetische Teilchen, die postuliert wurden, um das kosmologische Problem der dunklen Materie zu lösen. Die Dunkle Materie könnte aus WIMPs bestehen, die in großer Zahl den Raum durchqueren. Die Masse eines Wimps wird im Bereich einiger Goldatome angenommen. Ein WIMP würde zusätzlich zur Gravitation nur durch die Schwache Wechselwirkung beeinflusst. Es hätte weder elektrische Ladung noch Farbladung. Weder elektromagnetische Felder noch die von Atomkernen ausgeübte Starke Wechselwirkung würden auf seine Bahn einwirken. Daher könnten WIMPs wie ein Neutrino ganze Planeten praktisch ungestört durchfliegen.
Das  leichteste supersymmetrische Teilchen wird als Kandidat für die Rolle von WIMPs in der Kosmologie angesehen.
Das englische Wort „wimp“ bedeutet auf Deutsch „Schwächling“, was auf diese Unfähigkeit anspielt, Materie zu beeinflussen. Außerdem kann es als Gegensatz zu den MACHOs zu verstanden werden, die ebenfalls als Hypothese für die Dunkle Materie vorgeschlagen wurden.

## Versuche zum experimentellen Nachweis
Der experimentelle Nachweis von WIMPs ist Gegenstand aktueller Forschung. Dabei gibt es zwei grundsätzlich unterschiedliche Techniken. Zum einen versucht man Teilchen zu finden, die als Reaktionsprodukt bei einem Stoß von WIMPs mit Nukleonen erzeugt wurden. Man erwartet, dass durch den Stoß Elektronen frei werden. Außerdem entstehen Photonen durch Szintillation. Da die Stöße nur von der Schwachen Wechselwirkung vermittelt werden, erwartet man, dass sie nur sehr selten auftreten. Um dennoch diese Ereignisse nachweisen zu können, beobachtet man ähnlich wie  bei Neutrinodetektoren große Mengen von durchsichtigem Material mit Strahlungsdetektoren. Die zweite Technik versucht die Energie nachzuweisen, die bei einem Stoß im Material des Detektors verbleibt. Diese Energie sollte sich in einer Erhöhung der Temperatur äußern. Diese kalorimetrischen Detektoren arbeiten bei Temperaturen, die nur wenige Millikelvin vom absoluten Nullpunkt abweichen.
Die Detektoren werden meist tief unter der Erde betrieben, um den Untergrund aus radioaktiver Hintergrundstrahlung und sekundärer kosmischer Strahlung gering zu halten.
Die derzeit empfindlichsten Experimente nutzen Detektoren, die bei sehr tiefen Temperaturen betrieben werden. Dazu gehören:
- das amerikanische Experiment CDMS-II (Cryogenic Dark Matter Search) im Soudan Underground Laboratory,
- das französisch-deutsche Experiment EDELWEISS (Experience pour DEtecter Les Wimps En Site Souterrain) im Laboratoire Souterrain de Modane,
- XENON Dark Matter Project im Gran-Sasso-Untergrundlabor
- das deutsch-britische Experiment CRESST (Cryogenic Rare Event Search with Superconducting Thermometers) in den Laboratori Nazionali del Gran Sasso,
- das italienische Experiment DAMA (DArk MAtter), ebenfalls in den Laboratori nazionali del Gran Sasso, und
- das koreanische Experiment COSINE-100, welches die Ergebnisse von DAMA verifizieren soll.

DAMA lieferte 2007 ein von vielen angezweifeltes Ergebnis: Die Experimentatoren behaupten, mit einem großen Detektor aus Natriumiodid (NaI) ein Signal von WIMPs beobachtet zu haben. Dieses Ergebnis lässt sich nur schwer mit den Ergebnissen der anderen Experimente und den theoretischen Erwartungen vereinbaren. Ergebnisse des COSINE-100-Experiments  stellen die Resultate von DAMA ebenfalls in Frage.

## Super-WIMPs
Ein erweitertes Konzept sieht sogenannte Super-WIMPs vor, die durch Zerfall von WIMPs entstehen. Sie besitzen eine noch schwächere Wechselwirkung als WIMPs, da sie nur der Gravitation unterliegen.
Die Existenz von Super-WIMPs hätte Auswirkungen auf die Bildung von Galaxien. Super-WIMPs hätten sich im frühen Universum sehr schnell bewegt. Erst nachdem sie zur Ruhe gekommen wären, hätten sich Galaxien bilden können. Damit hätte auch die Materie im Zentrum der Galaxien weniger Zeit zur Verdichtung gehabt, was sich auch auf die Dichte im Zentrum der Dunkle-Materie-Halos ausgewirkt hätte. Auf diesem Wege ließe sich möglicherweise nachweisen, ob diese Halos aus WIMPs oder Super-WIMPs bestehen.
Eine weitere Nachweismöglichkeit könnte sich durch den Zerfall von WIMPs in Super-WIMPs selbst ergeben, da hierbei Photonen und Elektronen entstehen könnten, die leichte Atomkerne aufbrechen würden, wenn sie auf diese träfen. Hinweise darauf, dass das Universum weniger Lithium als erwartet enthält, könnten hierdurch erklärt werden.